# Ouakpé-Daho
Ouakpé-Daho (teils auch Houakpé-Daho) ist ein Arrondissement im Departement Atlantique in Benin. Es ist eine Verwaltungseinheit, die der Gerichtsbarkeit der Kommune Ouidah untersteht. Gemäß der Volkszählung von 2013 hatte Ouakpé-Daho 3473 Einwohner, davon waren 1748 männlich und 1725 weiblich.

## Geographie
Das Arrondissement setzt sich aus sieben Dörfern zusammen:
1. Azizakouè
2. Djègbamè
3. Gbéhonou
4. Gbèzounmè
5. Houakpè-Daho
6. Sèyigbé
7. Toligbé